# Avenida São Luís
A Avenida São Luís é uma avenida situada na cidade de São Paulo, localizada no distrito da República, zona central da cidade. Tem início na Avenida Ipiranga, próxima a Praça da República e a Secretaria de Educação do Estado de São Paulo, e término na Rua da Consolação - perto da Biblioteca Mário de Andrade - esquina com o Viaduto Nove de Julho, com extensão de apenas um quarteirão. É uma via de mão única que abriga, dentre outras coisas, o Edifício Itália, a Galeria Metrópole e, além de tudo, é uma das ruas temáticas da cidade onde há lojas do comércio especializado do ramo de agências de viagens.

## História
Quando aberta no início do século XVIII, não era uma das avenidas mais movimentadas da cidade, era apenas um beco denominado Beco Comprido. Inclusive, no mapa de 1810, o mais antigo da cidade, este logradouro aparece, porém sem denominação. Já no mapa seguinte, de 1881, encontra-se o logradouro com nome de Rua de São Luiz. Não se sabe muito sobre quem abriu a via, entretanto, sobre quem a batizou, tem-se coisas de sobra.
Na origem da nomeação, está Luís Antônio de Sousa Queirós, o conhecido Brigadeiro Luís Antônio, militar luso-brasileiro que se tornaria um dos homens mais ricos de São Paulo na primeira parte do século XIX - como tropeiro, fez fortuna que lhe possibilitaria adquirir terras na capital. Uma de suas propriedades era uma chácara no bairro da Consolação - entre as ruas do mesmo nome, Rua 7 de Abril (antiga Rua da Palha) e a Praça da República (antigo Largo dos Curros). Dentro deste terreno, foi aberta uma trilha que, tempos depois, se tornaria a avenida.
Com a morte do Brigadeiro em 1819, a chácara da Consolação passou para seu filho, Luís António de Sousa Queirós, o Senador Queirós. Por mais que a área fosse da família Queirós, a tal não residia nela, usando-a apenas para passar temporadas na casa sede. Foi por volta de 1860 que a rua recebeu seu nome em homenagem ao santo de devoção do Brigadeiro. Falecendo o Senador, a chácara passou a ser dividia e vendida em porções menores.
- Em 1900, Ana Cintra adquire um lote.
- Em 1910, a Cúria Metropolitana adquire outro e transfere a sede da Arquidiocese para lá, no palácio São Luís.
- Em 1920, o Circolo Italiano adquire o lote onde mais tarde seria construído o Edifício Itália.

A partir de então, a São Luís se transformaria em uma das mais charmosas de São Paulo, hospedando diversos palácios. 17 antigas mansões virariam pensões até o dia em que fossem derrubadas e seus lotes verticalizados. 
- Em 1944, foi alargada evoluindo para avenida, mas a denominação de Rua  permaneceu até os anos 50.

## Atrações
1. Edifício Itália
2. Praça Dom José Gaspar
3. Bancos
4. Tabeliões de Notas
5. Galeria Metrópole
6. Restaurantes
7. Cafés
8. Tapera Taperá
9. Hotéis
10. Agências de viagens
11. Centro de Capacitação Proteção SP